# Peribaea similata
Peribaea similata là một loài ruồi trong họ Tachinidae.